# 롤 케이지

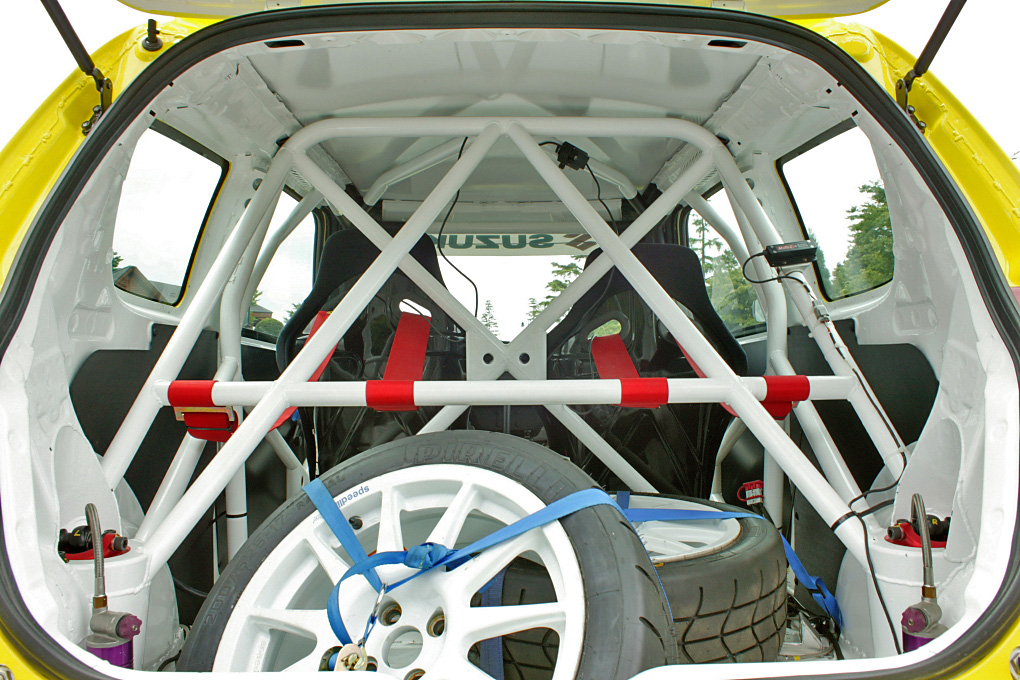
스즈키 스위프트 안의 레이스카 롤 케이지

롤 케이지(roll cage)는 사고 시 탑승자가 부상을 입거나 사망하는 것을 방지하기 위해 차량의 승객실(때로는 엑소 케이지라고도 함)에 내장된(때로는 엑소 케이지라고도 함) 특히 롤오버 상황을 위해 설계 및 제작된 프레임이다.

## 설계
용도에 따라 다양한 롤 케이지 디자인이 있다. 따라서 다양한 레이싱 조직은 사양과 규정이 서로 다르지만 대부분의 조직은 국제 자동차 연맹(FIA)의 규칙과 규칙을 조화시킨다.
롤 케이지는 섀시를 강화하는 데 도움이 되며 이는 레이싱 애플리케이션에 바람직하다. 레이싱 케이지는 일반적으로 볼트식 또는 용접식으로 이루어지며, 전자는 더 간단하고 장착 비용이 저렴하지만 후자는 더 강하고 실질적이다.
롤 바는 적당한 전복 보호를 제공하는 운전자 뒤에 있는 단일 바이다. 보호용 탑이 없기 때문에 일부 최신 컨버터블은 롤 바 역할을 하는 강력한 앞유리 프레임을 사용한다. 또한 롤 후프는 양쪽 머리 받침대(일반적으로 구형 차량의 경우 하나) 뒤에 배치될 수 있으며, 이는 본질적으로 승객의 어깨 너비에 걸쳐 있는 롤 바이다.